# Мефлохін
Мефлохін — синтетичний антипротозойний препарат та протиревматичний препарат, що є похідним 4-метанолхіноліну, для перорального застосування. Мефлохін був розроблений науково-дослідним інститутом Міністерства оборони США у 70-х роках ХХ століття під час війни у В'єтнамі, пізніші клінічні дослідження та маркетинг препарату проведені фірмами «Hoffman LaRoche» та «Smith Kline». Застосування препарату обмежене у зв'язку із вищою частотою побічних ефектів, особливо з боку центральної нервової системи, ніж у інших протималярійних препаратів.

## Фармакологічні властивості
Мефлохін — синтетичний антипротозойний препарат, що є похідним 4-метанолхіноліну. Точний механізм дії препарату на малярійні плазмодії не встановлений. Препарат активний лише до гематошизонтних форм плазмодіїв та неактивний до екзоеритроцитарних форм. Препарат діє на малярійні плазмодії, що нечутливі до дії хлорохіну, прогуанілу, піріметаміну та комбінації піріметаміну з сульфаніламідними препаратами.

### Фармакокінетика
Після прийому всередину мефлохін відносно повільно всмоктується, біодоступність препарату при пероральному прийомі становить 85%. Максимальна концентрація в крові досягається протягом 6—24 годин після прийому всередину. Високі концентрації мефлохін створює у багатьох тканинах та рідинах організму. Мефлохін накопичується в еритроцитах. Препарат проникає через плацентарний бар'єр та виділяється в грудне молоко. Мефлохін метаболізується в печінці з утворенням неактивних метаболітів. Виводиться мефлохін з організму переважноіз жовчю і калом, а також нирками. Період напіввиведення препарату становить в середньому 21 добу (14—28 діб), існує ймовірність збільшення цього часу при печінковій та нирковій недостатності.

## Показання до застосування
Мефлохін застосовується для профілактики та лікування малярії, спричиненої штамами збудників, нечутливих до інших препаратів.

## Побічна дія
При застосуванні мефлохіну можливі наступні побічні ефекти:
- З боку шкіри та підшкірної клітковини — нечасто висипання на шкірі, свербіж шкіри, кропив'янка, випадіння волосся, еритема шкіри, гіпергідроз; дуже рідко синдром Стівенса-Джонсона.
- З боку травної системи — часто нудота, блювання, діарея, болі в животі.
- З боку нервової системи та органів чуттів — часто головний біль, запаморочення, порушення сну, порушення рівноваги; нечасто парестезії, нейропатія, міопатія, міалгії, судоми, збудження, дзвін у вухах, затуманення зору, поява скотом, порушення акомодації, психози, депресія, панічні атаки.
- З боку серцево-судинної системи — нечасто артеріальна гіпотензія або гіпертензія, брадикардія, тахікардія, екстрасистолія, болі в грудній клітці, зміни на ЕКГ — порушення провідності та AV-блокада.
- З боку опорно-рухового апарату — нечасто міалгії, артралгії, судоми в м'язах.
- Зміни в лабораторних аналізах — можуть спостерігатися транзиторні зміни у лабораторних дослідженнях — тромбоцитопенія, лейкопенія, лейкоцитоз, підвищення рівня активності амінотрансфераз в крові.

## Протипокази
Мефлохін протипоказаний при підвищеній чутливості до похідних хініну, при психічних порушеннях (депресії, судомах, шизофренії, тривожних станах), вагітності. Препарат не застосовується разом з галофантрином та похідними хініну, а також із хінідином.

## Форми випуску
Мефлохін випускається у вигляді таблеток по 0,25 г.